# Flagellaria indica
Flagellaria indica L. è una pianta rampicante della famiglia Flagellariaceae, diffusa in molte regioni tropicali e subtropicali di Africa, Asia e Oceania.
A causa della sua vasta distribuzione, la pianta è indicata con molti nomi comuni, tra i quali whip vine, hell tail, supplejack, false rattan e bush cane.

## Note

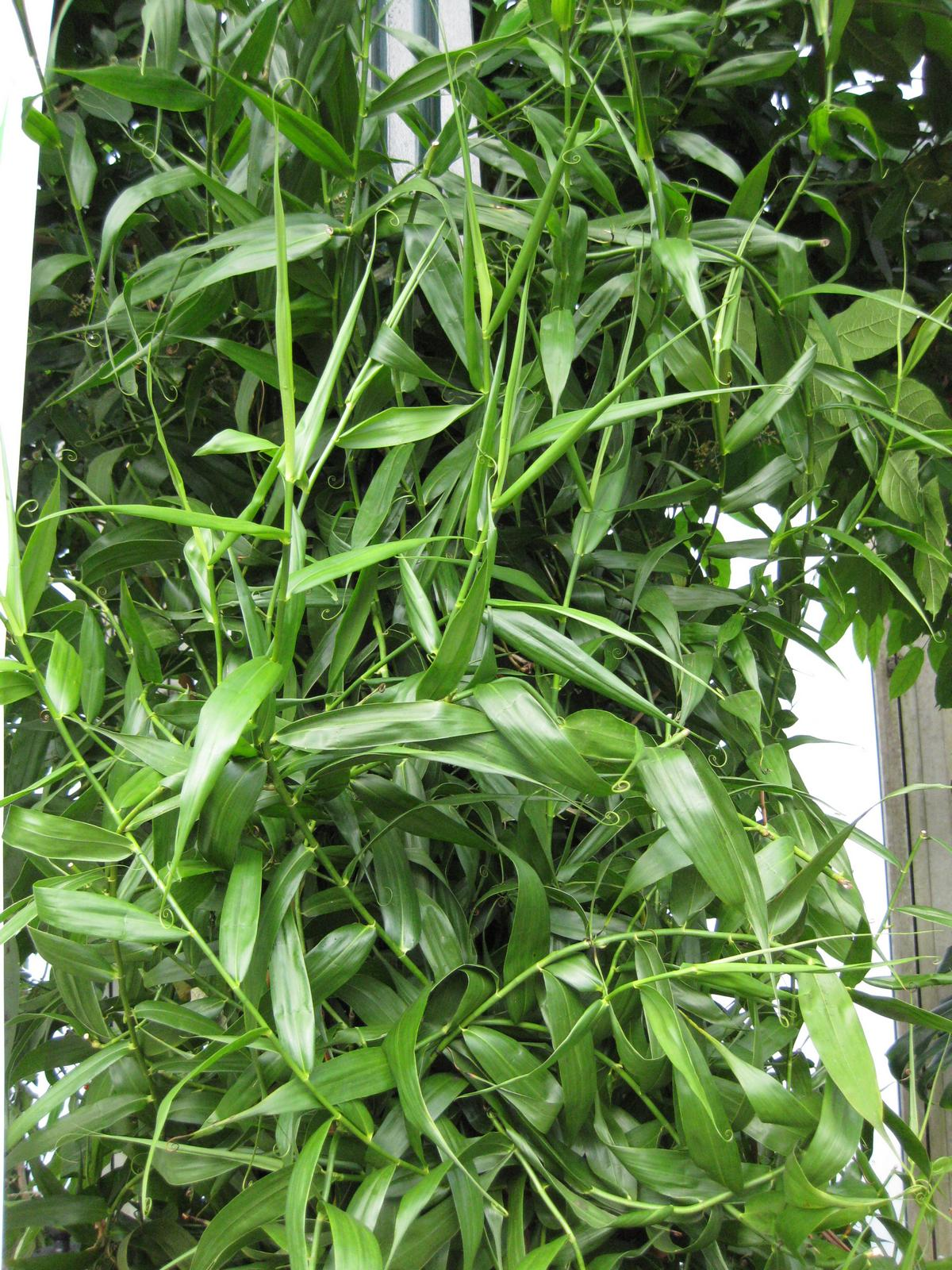

## Descrizione

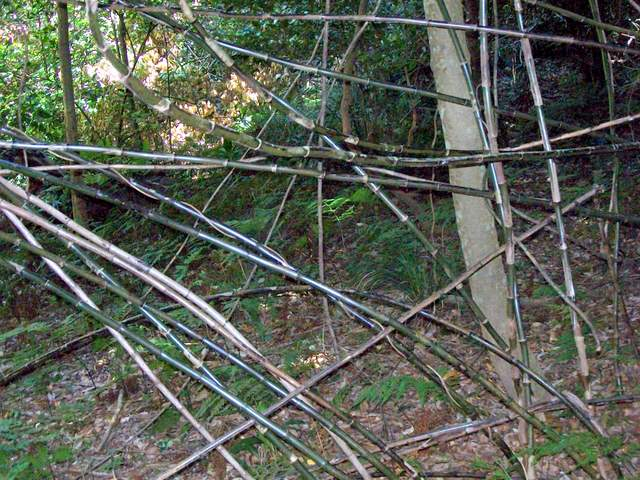
Flagellaria indica nel suo limite meridionale di distribuzione, nel Royal National Park (Australia).

Resistente arrampicatrice, può crescere fino a 15 m di altezza, con steli simili a canne che possono superare i 15 mm di diametro. Le sue foglie, prive di peli, sono lunghe tra i 10 e i 40 cm. Il loro apice arrotolato costituisce la parte con cui si aggrappa alle altre piante. I fiori, bianchi e profumati, sono raggruppati in pannocchie lunghe 10–25 cm. Il frutto, non commestibile, è una drupa rosso-verdastra di 5 mm di diametro, nel quale generalmente si trova un unico seme.